# Mlaskoty

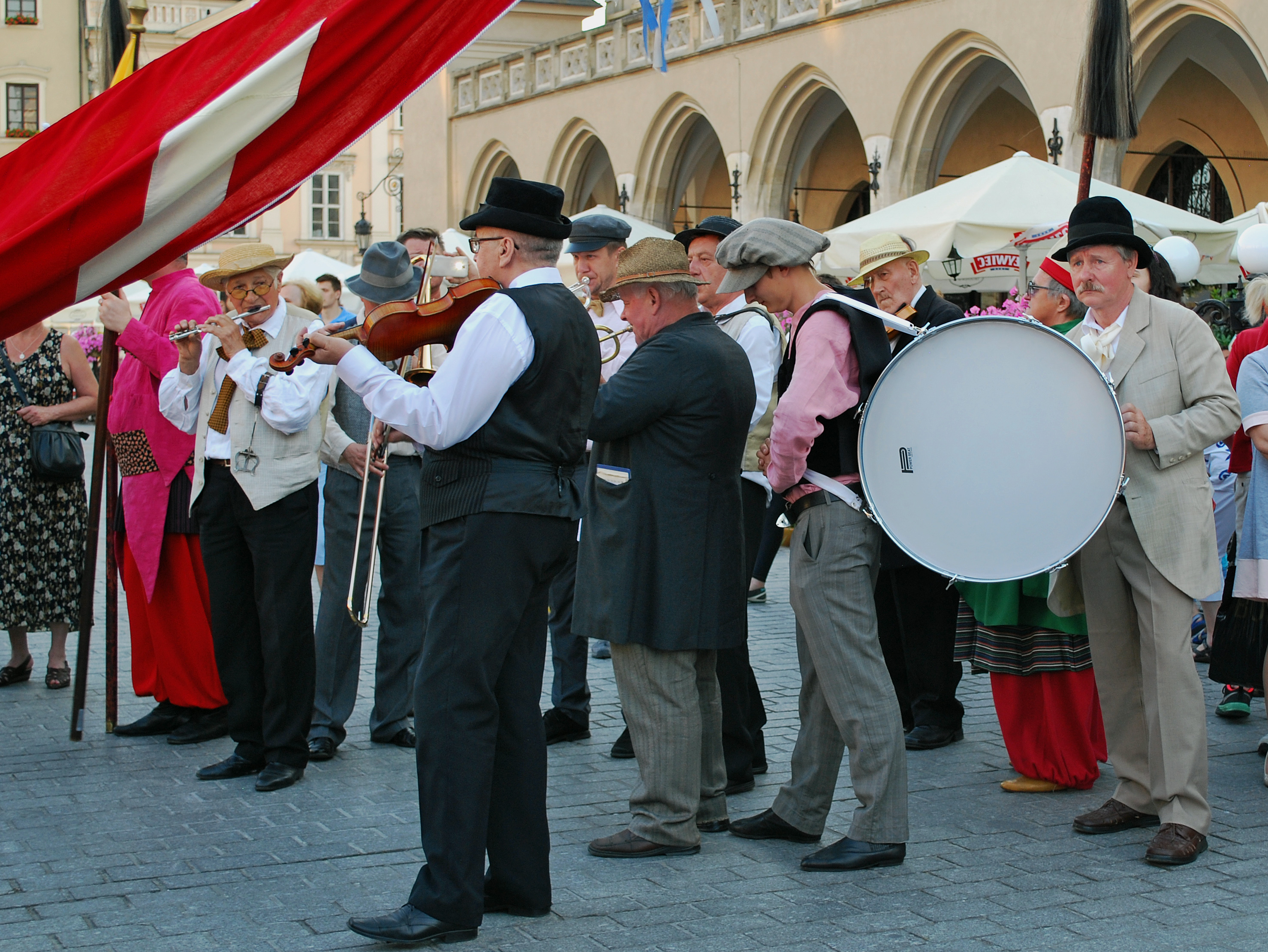
Pochód Lajkonika 2015
Mlaskoty.

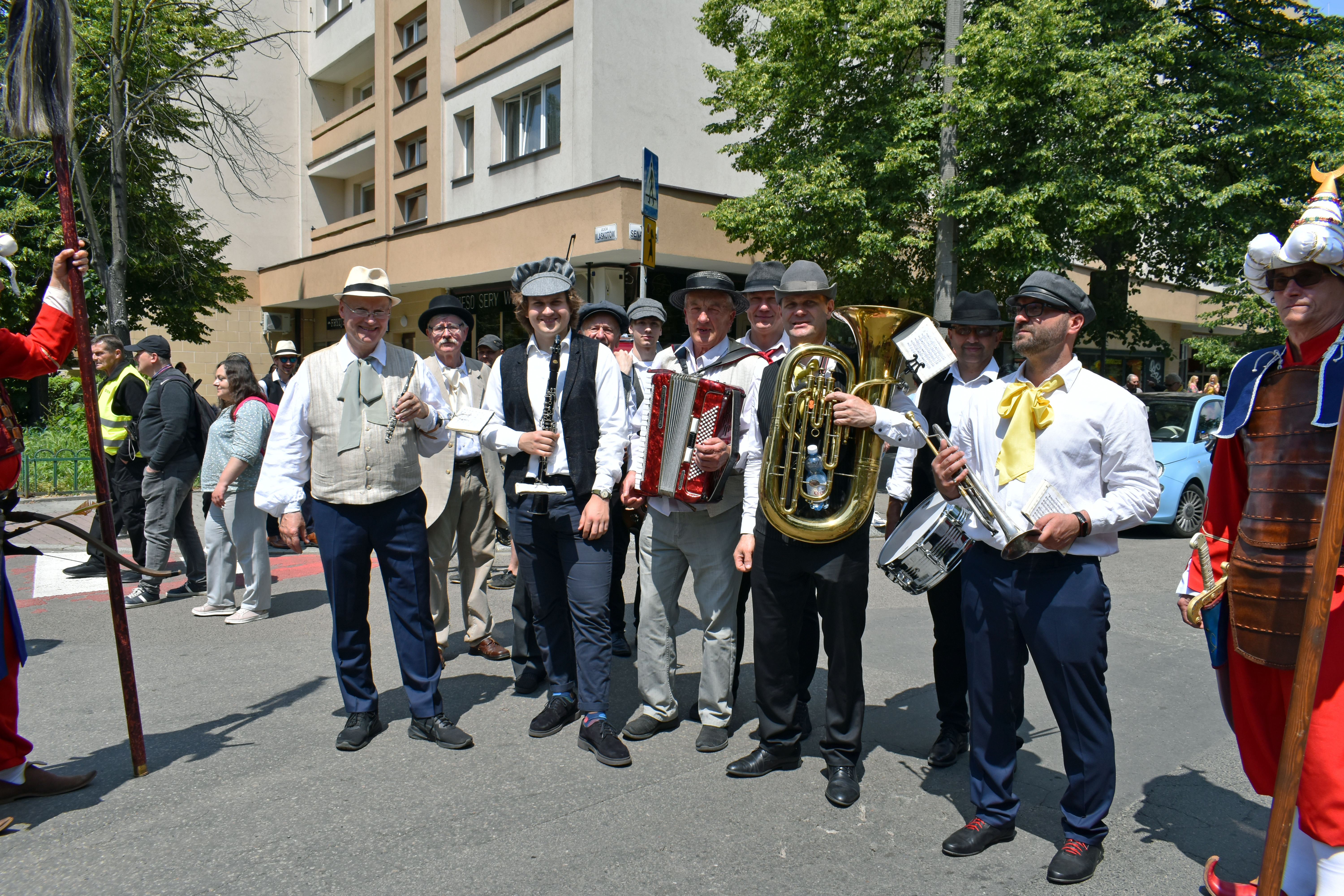
Pochód Lajkonika 2023
Mlaskoty na ulicy Mlaskotów.

Mlaskoty – pochodzący z Półwsia Zwierzynieckiego muzykanci towarzyszący pochodowi Lajkonika i przygrywający na bębenkach, skrzypcach, basach.
Nazwa pochodzi od nazwiska znanej zwierzynieckiej rodziny muzyków. W Krakowie na Półwsiu Zwierzynieckim znajduje się ulica ich imienia – ul. Mlaskotów. Wieloletnim opiekunem i kierownikiem kapeli był Albin Mazur. Grał w niej od 1937 do 2007 roku. Przejął on tę funkcję od swego ojca – Stanisława. Obecnie kierownikiem kapeli jest syn Albina Mazura – Andrzej Mazur.